# Olesicampe vetusta
Olesicampe vetusta är en stekelart som först beskrevs av Charles Thomas Brues 1910.  Olesicampe vetusta ingår i släktet Olesicampe och familjen brokparasitsteklar. Inga underarter finns listade i Catalogue of Life.